# Constituição da Moldávia
A Constituição da Moldávia é a lei fundamental da República da Moldávia. A atual Constituição foi aprovada em 29 de julho de 1994 pelo Parlamento moldávio. Entrou em vigor em 27 de agosto de 1994 e, desde então, foi alterada 8 vezes.

A Constituição estabeleceu a República da Moldávia como um Estado soberano, independente e neutro; um estado de direito regido por um conjunto de princípios, incluindo a separação e cooperação de poderes, pluralismo político, direitos humanos e liberdades, observância do Direito Internacional e tratados internacionais. Delineia a formação e a função das principais instituições do Estado: Parlamento, Gabinete, Presidente e Judiciário.